# Го Іхань
Го Іхань (2 червня 1975) — тайванська важкоатлетка.
Бронзова призерка Олімпійських Ігор 2000 року в важкій вазі.